# Grotesco (TV-serie)
Grotesco är en svensk komediserie skapad av humorgruppen med samma namn. Serien sändes i tre säsonger mellan 2007 och 2017 på Sveriges Television i totalt 25 fristående avsnitt.

## Historik
Pilotavsnittet av serien sändes under namnet Grotesco Royal 2006 som en del av Humorlabbet, en satsning på ny svensk humor i SVT, där olika humorgrupper tävlade med varsitt avsnitt. Grotesco vann tävlingen och priset var att producera en hel serie på åtta avsnitt. Den började visas i oktober 2007 på SVT1. Denna första säsong regisserades av Filip Telander, Michael Lindgren och Erik Wernquist.

## Avsnitt

### Pilotavsnittet
Den 1 november 2006 sändes ett pilotavsnitt, kallat Grotesco Royal. Avsnittet började med att en präst skjuter sig i huvudet under en begravning, vilket leder till flera olika sketcher, bland annat "Bestefar og jeg". 

### Säsong 1 (2007)
Den första säsongen var upplagd över åtta fristående avsnitt, där varje avsnitt var uppbyggt kring ett tema och ofta parafraserade olika film- och tv-genrer. Säsongen sändes på SVT1 hösten 2007, och repriserades under sommaren 2008.
| Nr | Titel                       | Sändningsdatum   | Reprisdatum    |
| --- | --------------------------- | ---------------- | -------------- |
| 1 | "Portal till Göteborg"      | 31 oktober 2007  | 13 juni 2008   |
| En magisk portal till 1970-talets Göteborg hittas vid en utgrävning i Skärmarbrink. Detta leder till den största krisen i svensk historia, och regeringen beslutar att de "goa gubbarna" måste bekämpas till varje pris. Parafraserar vissa typer av actionfilmer. Innehåller sångnumret Staden på G. |                             |                  |                |
| 2 | "Multiplot"                 | 7 november 2007  | 20 juni 2008   |
| Handlar om svensk tv-dramatik. En man söker jobb på ett kontor och en manusförfattare presenterar en udda idé till en tv-serie. Detta vävs samman med ett avsnitt av dramaserien Skärgården, en språklektion i engelska, en debatt om aborter och en snacksalig taxichaufför. Innehåller låten Multiplot. |                             |                  |                |
| 3 | "Hemliga dokument"          | 14 november 2007 | 27 juni 2008   |
| Filmen Hemliga dokument av Jan Bananberg i en dvd-utgåva fylld med tonvis med extramaterial utvecklar sig till en berättelse om hur maskinerna är på väg att ta över samhället och svenska folket bestämmer sig för att stoppa framtiden. Ett gäng riddare från 1300-talet hamnar i nutiden. |                             |                  |                |
| 4 | "Berggren"                  | 21 november 2007 | 4 juli 2008    |
| Berggren är programledare för det granskande programmet Rikoschett, men hans koncept kopieras av ett otal kanaler och han faller själv offer för sin journalistik. Hans värld rasar samman, men sedan finner han frälsningen på oväntat håll. Innehåller sångnumret Du ska aldrig runka bulle med herren Jesus Krist. |                             |                  |                |
| 5 | "Riktigt roolig comedy"     | 28 november 2007 | 11 juli 2008   |
| Komikern Moe Fonzo har skrivit en bok om "riktigt roolig comedy" och visar i ett antal sketcher hur allt blir roligare när det dras till sin yttersta spets, för att sedan "balla ur" och falla platt när man tagit skämtet för långt. |                             |                  |                |
| 6 | "The Trial"                 | 5 december 2007  | 18 juli 2008   |
| En "movie night" med den amerikanska långfilmen The Trial av John Grisley, där den unge advokaten Mac Maconahuloiduhewylewydu får i uppdrag att försvara en svart man som står åtalad för ett mord han inte begått. Filmen varvas med mängder av trailers och reklaminslag om allt mellan himmel och jord. |                             |                  |                |
| 7 | "Borta"                     | 12 december 2007 | 25 juli 2008   |
| Ett fartyg sjunker och de överlevande hamnar i en livbåt där en hård maktkamp utspelar sig. Några lyckas ta sig i land på en ö där de stöter på flera överraskningar. Innehåller flera gamla klipp från pilotavsnittet, bland annat sketchen om grillfesten och "Bestefar og jeg". Flera karaktärer från tidigare episoder medverkar i vissa delar av avsnittet. |                             |                  |                |
| 8 | "Lång dags färd mot skratt" | 19 december 2007 | 1 augusti 2008 |
| Några manusförfattare ska spåna fram sista avsnittet till en humorserie, men det råder idétorka. Rolf Pihlman från avsnittet "Berggren" har förpassats till denna redaktion. Han försöker lansera en idé om "bloopers med djur", men får inget gehör av de övriga. En praktikant försöker lösa det hela genom att gräva upp en gammal humorlegend som varit död i många år. Detta får oanade konsekvenser för samtliga inblandade. Innehåller sångnumret Bloopers med djur. |                             |                  |                |

### Säsong 2 (2010)
Grotesco 2 spelades in under våren 2010 och sändes på måndagar med start den 8 november 2010. Säsongens åtta avsnitt hade, precis som föregående säsongen, olika teman på varje avsnitt, men i samtliga avsnitt återkom trubaduren Trubbe Mollberg (Henrik Dorsin i en imitation av Cornelis Vreeswijk) som från en krogscen i sjuttiotalsmiljö kommenterade och guidade tittarna och publiken genom serien.
| Nr | Titel           | Sändningsdatum   | Reprisdatum |
| --- | --------------- | ---------------- | ----------- |
| 1 | "Sverige"       | 8 november 2010  |             |
| På valnatten röstas det skånska partiet Svindemokraterna in i riksdagen och dess partiledare, svinabonden Jöns Jönsson, åker till Stockholm för att ta plats i riksdagen. Men väl där möts han av stort missnöje från de övriga partierna och är nära på att ge upp då något oväntat händer. Innehåller låten "Blanda Upp".                                                                                  |                 |                  |             |
| 2 | "Fetasallad"    | 15 november 2010 |             |
| Marianne Koppelman fyller 50 år och make Lennart och hennes syster har ordnat en fest till henne. Men ju längre kvällen går blir allt bara fel. När Lennart sedan behöver ge sig ut i kvällsmörkret för att köpa mer fetasallad blir han nyckeln till universums viktigaste händelse. |                 |                  |             |
| 3 | "Allvar"        | 22 november 2010 |             |
| Ett par åker på semester till Frankrike och råkar ut för språkförbistringar när de besöker en lokal restaurang. I debattstudion debatteras det vad det är okej att skämta om eller inte, med bl.a. en frikyrkopastor. En man försöker förändra sitt liv efter att han köpt ett nytt byxbälte. Innehåller låten "Bögarnas fel".                                                                               |                 |                  |             |
| 4 | "Kaffe"         | 29 november 2010 |             |
| En dag tar allt kaffe slut i Sverige och det blir mer eller mindre kaos på grund av detta. Till slut bestämmer sig personalen på ett kontor i en kranskommun att ta saken i egna händer. |                 |                  |             |
| 5 | "Blandat"       | 6 december 2010  |             |
| I programmet följer man ett Vardags-VM, en högstadiemusikal, en YouTube-dokumentär om hur Sverige hölls utanför andra världskriget samt en bakomfilm om en "kommande" storsatning på SVT: "Brask". Innehåller bl.a. låtarna "Orientera" och "Jag skär mig". |                 |                  |             |
| 6 | "Metahumor"     | 13 december 2010 |             |
| Varför splittrades Grotesco? Vad innehåller världens äldsta sketch? Vad menas egentligen med metahumor? Och vad gör Hans Alfredson i Grotesco? Svaren finns i detta avsnitt... |                 |                  |             |
| 7 | "Underhållning" | 20 december 2010 |             |
| Folk har tröttnat på ståuppkomik och produktionsbolagen försöker hitta nästa trend. Kanske finns nästa humorstjärna i Tredje riket? Även Kapten Zorg på Rymdskepp 2 får ett viktigt besök. |                 |                  |             |
| 8 | "Sossezombies"  | 27 december 2010 |             |
| Det är jul hos Claes och Muttan i deras överklassvilla där de dricker glögg. En socialdemokratisk kommunpolitiker dyker oväntat in i villan och biter Claes. Efter detta börjar Claes bli som en "sosse": han börjar sympatisera med de fattiga och tala om solidaritet. Han håller på att bli en sossezombie! Förutom detta blir det julfirande hos några av karaktärerna och ett smakprov ur filmen "Las". |                 |                  |             |

### Grotescos sju mästerverk (2017)
Den 3 september 2015 bekräftades att Grotesco skulle göra en tredje säsong av sin tv-serie. Inspelningen startade i mars 2017 och hade premiär på SVT 3 november 2017 under namnet "Grotescos sju mästerverk". År 2018 tilldelades Grotesco det internationella TV-priset Guldrosen för avsnittet "Flyktingkrisen – en musikal".
| Nr | Titel                                   | Sändningsdatum   | Reprisdatum       |
| --- | --------------------------------------- | ---------------- | ----------------- |
| 1 | "Flyktingkrisen – en musikal"           | 3 november 2017  | 14 september 2018 |
| En musikal om Sverige och en period i vår nutidshistoria som markerade en kraftig kursändring i svensk politik. Grotesco har tonsatt perioden juni-november 2015, då Sverige tog emot fler asylsökande än någonsin till följd av kriget i Syrien och andra konflikter. Innehåller låtar som: "En båtflyktingvals", "Hela Sverige skramlar" och "Sverige bygger inga murar".                                         |                                         |                  |                   |
| 2 | "Föräldramötet – ett kammarspel"        | 10 november 2017 |                   |
| Ett föräldramöte hettar till när de medvetna föräldrarna vill ha ett svar på en viktigt fråga: gör skolans kock sin egen ketchup? |                                         |                  |                   |
| 3 | "Ladies Night – ett psykologiskt drama" | 17 november 2017 |                   |
| Emma Molin vill få en plats i Grotescogängets manusgrupp. Men att som kvinna ta sig fram i en mansdominerad humorvärld visar sig både svårare och farligare än hon trott. |                                         |                  |                   |
| 4 | "Moralpanik – ett samtidsscenario"      | 24 november 2017 |                   |
| En sketch om en linjedomare skapar en hätsk debatt som leder till den slutgiltiga uppgörelsen mellan den intellektuella eliten och vanligt folk. |                                         |                  |                   |
| 5 | "Podman – en dokumentär"                | 1 december 2017  |                   |
| Den hyllade dokumentärfilmaren Piotr Lassi gör en film om sin gamle chef, den före detta tv-mannen och alkoholisten Rolf Pihlman. Pihlman är numera nykter och driver ett produktionsbolag på Youtube samtidigt som han försöker återknyta kontakten med sin dotter. |                                         |                  |                   |
| 6 | "Drönaren – en kortfilm"                | 7 december 2017  |                   |
| Den djupt deprimerade Bergström får ny smak på livet med hjälp av en drönare. |                                         |                  |                   |
| 7 | "Sketchprofeten – ett sketchprogram"    | 14 december 2017 |                   |
| I begynnelsen skapade Gud sketcher som skulle spridas till människorna. Men håller Guds humor? Är färsk fisk roligare än återkommande karaktärer? Eller är djävulen trots allt ballast? |                                         |                  |                   |
| 8 | "2022 – ett framtidsscenario"           | 21 december 2017 |                   |
| Grotesco tittar in i framtiden genom ett par VR-glasögon och ser ett mediaflöde år 2022. Vi följer slutspurten under valdags-kvällen, där nya politiska konstellationer gör om upp regeringsmakten. Samtidigt får vi information om de unika innehållsfiltren i mediahubben BubL, hur kändisparet Tom och Belinda får ihop livspusslet och får veta att valkvällar är kräftkvällar hos Kräftlund Kräftspecialisten. |                                         |                  |                   |

## Medverkande
- Henrik Dorsin - skådespelare och manusförfattare
- Michael Lindgren - skådespelare, manusförfattare och regissör
- Per Andersson - skådespelare och manusförfattare
- Rikard Ulvshammar - skådespelare och manusförfattare
- Per Gavatin - skådespelare och manusförfattare
- Erik Wernquist - skådespelare, manusförfattare och regissör säsong 1
- Emma Molin - skådespelare och manusförfattare
- Hanna Löfqvist Dorsin - skådespelare
- Emma Peters - skådespelare
- Jakob Setterberg - skådespelare
- Jonas Kahnlund - skådespelare
- Viktor Titelman - skådespelare
- Linus Eklund Adolphson - skådespelare
- Filip Tellander - regissör säsong 1
- Andreas Alfredsson Grube - musiker och kompositör
- Andreas Grill - musiker och kompositör

## Ekonomi
Varje avsnitt i tredje säsongen kostade ungefär en miljon kronor.